# Гуадалупи (Пиауи)

Гуадалупи на карте штата.

Гуадалупи (порт. Guadalupe) — муниципалитет в Бразилии, входит в штат Пиауи. Составная часть мезорегиона Юго-запад штата Пиауи. Входит в экономико-статистический микрорегион Флориану. Население составляет 10 268 человек на 2010 год. Занимает площадь 1023,592 км². Плотность населения — 10,03 чел./км².

## Демография
Согласно сведениям, собранным в ходе переписи 2010 г. Национальным институтом географии и статистики (IBGE), население муниципалитета составляет:
| Полное население                               | Полное население                               | Полное население                               | Полное население                               | 10 268 |
| ---------------------------------------------- | ---------------------------------------------- | ---------------------------------------------- | ---------------------------------------------- | ------ |
| в том числе:                                   | Городское население                            | 9842                                           | Процент городского населения, %                | 95,85  |
|                                                | Сельское население                             | 426                                            | Процент сельского населения, %                 | 4,15   |
|                                                | Мужское население                              | 5088                                           | Процент мужского населения, %                  | 49,55  |
|                                                | Женское население                              | 5180                                           | Процент женского населения, %                  | 50,45  |
| Плотность населения, чел/км²                   | Плотность населения, чел/км²                   | Плотность населения, чел/км²                   | Плотность населения, чел/км²                   | 10,03  |
| Население муниципалитета в % к населению штата | Население муниципалитета в % к населению штата | Население муниципалитета в % к населению штата | Население муниципалитета в % к населению штата | 0,33   |

По данным оценки 2016 года, население муниципалитета составляет 10 338 жителей.

## Статистика
- Валовой внутренний продукт на 2003 год составляет 67 781 388,00 реалов (данные: Бразильский институт географии и статистики).
- Валовой внутренний продукт на душу населения на 2003 год составляет 6362,06 реалов (данные: Бразильский институт географии и статистики).
- Индекс развития человеческого потенциала на 2000 год составляет 0,681 (данные: Программа развития ООН).